# Sichtflugbedingungen
Als Sichtflugbedingungen (auch Sichtflugwetterbedingungen oder englisch visual meteorological conditions (VMC)) bezeichnet man die minimalen Wetterbedingungen, die erfüllt sein müssen, um Flüge nach Sichtflugregeln durchzuführen.
Die Mindestbedingungen sind abhängig vom jeweiligen Luftraum und setzen sich aus der Flugsicht und Mindestabständen zu Wolken zusammen. In manchen Lufträumen werden noch eine Mindest-Bodensicht, Mindesthöhe der Hauptwolkenuntergrenze oder Erdsicht gefordert. Werden diese Mindestbedingungen nicht erreicht, herrschen Instrument Meteorological Conditions. Es können jedoch Sonder-VFR-Freigaben erteilt werden.

## VMC-Minima nach ICAO
Die Mindestbedingungen für Sichtflüge sind international durch die ICAO im Anhang 2 zum Abkommen über die internationale Zivilluftfahrt festgelegt:
| Höhenband                                                                      | Luftraumklassen  | Flugsicht | Wolkenabstand horizontal                                           | Wolkenabstand vertikal                                             |
| ------------------------------------------------------------------------------ | ---------------- | --------- | ------------------------------------------------------------------ | ------------------------------------------------------------------ |
| ≥ 3.050 m (10.000 ft) AMSL                                                     | B, C, D, E, F, G | 8 km      | 1.500 m                                                            | 300 m (1000 ft)                                                    |
| < 3.050 m (10.000 ft) AMSL > 900 m (3000 ft) AMSL oder * > 300 m (1000 ft) AGL | B, C, D, E, F, G | 5 km      | 1.500 m                                                            | 300 m (1000 ft)                                                    |
| ≤ 900 m (3000 ft) AMSL oder * ≤ 300 m (1000 ft) AGL                            | B, C, D, E       | 5 km      | 1.500 m                                                            | 300 m (1000 ft)                                                    |
| ≤ 900 m (3000 ft) AMSL oder * ≤ 300 m (1000 ft) AGL                            | F, G             | 5 km **   | Wolken dürfen nicht berührt werden, außerdem Erdsicht erforderlich | Wolken dürfen nicht berührt werden, außerdem Erdsicht erforderlich |

## Nationale Regelungen
Die nationalen Regelungen einzelner Staaten orientieren sich meist an den oben genannten Vorgaben der ICAO. Im Detail treten jedoch häufig Abweichungen auf.

### Deutschland
Für Deutschland sind die VMC-Bedingungen unter dem Ausdruck Mindestwetterbedingungen für Flüge nach Sichtflugregeln in der Luftverkehrsordnung festgelegt. Die dortigen Definitionen weichen teilweise von denen der ICAO ab:
| Höhenband                                                                      | Luftraumklassen   | Flugsicht | Wolkenabstand horizontal                                           | Wolkenabstand vertikal                                             |
| ------------------------------------------------------------------------------ | ----------------- | --------- | ------------------------------------------------------------------ | ------------------------------------------------------------------ |
| ≥ 3.050 m (10.000 ft) AMSL                                                     | B ***, C, D, E, G | 8 km      | 1.500 m                                                            | 300 m (1000 ft)                                                    |
| < 3.050 m (10.000 ft) AMSL > 900 m (3000 ft) AMSL oder * > 300 m (1000 ft) AGL | B ***, C, D, E, G | 5 km      | 1.500 m                                                            | 300 m (1000 ft)                                                    |
| ≤ 900 m (3000 ft) AMSL oder * ≤ 300 m (1000 ft) AGL                            | G                 | 1,5 km ** | Wolken dürfen nicht berührt werden, außerdem Erdsicht erforderlich | Wolken dürfen nicht berührt werden, außerdem Erdsicht erforderlich |

* je nachdem, was höher ist
** Bei Hubschraubern ist eine geringere Sicht ausreichend, wenn die Geschwindigkeit gering genug ist, um Zusammenstöße zu vermeiden.
Außerdem gelten folgende Sonderfälle:
- In Kontrollzonen (CTR) wird zusätzlich eine Bodensicht von 5 km und eine Hauptwolkenuntergrenze von mindestens 450 m (1.500 ft) über Grund gefordert.
- In Luftraum G genügt für Flüge mit Drehflüglern sowie Luftschiff- und Ballonfahrten eine Flugsicht von 800 m.

### Österreich
Im Österreichischen Luftfahrthandbuch werden folgende Mindestbedingungen für den Sichtflug definiert:
| Höhenband                             | Luftraumklassen | Flugsicht | Wolkenabstand horizontal                                           | Wolkenabstand vertikal                                             |
| ------------------------------------- | --------------- | --------- | ------------------------------------------------------------------ | ------------------------------------------------------------------ |
| ≥ FL 100                              | C, D, E, G      | 8 km      | 1.500 m                                                            | 300 m                                                              |
| < FL 100                              | C, D, E, G      | 5 km      | 1.500 m                                                            | 300 m (1.000 ft)                                                   |
| ≤ 3.000 ft AMSL oder * ≤ 1.000 ft AGL | G               | 1,5 km ** | Wolken dürfen nicht berührt werden, außerdem Erdsicht erforderlich | Wolken dürfen nicht berührt werden, außerdem Erdsicht erforderlich |